# 정종덕
정종덕(鄭鍾德, 1943년 ~ 2016년 2월 16일)은 대한민국의 전 축구 감독이며, 감독으로서 카리스마 넘치는 지도력을 바탕으로 발전 가능성이 있는 선수들을 발굴하는 안목과 선수들을 조련해 성장시키는 능력에 능했던 것으로 평가되었다. 또한 건국대학교 감독 재임 시절 황선홍, 유상철, 이영표 등 여러 스타 선수들을 지도했으며, 특히 스트라이커였던 유상철을 수비형 미드필더, 공격형 미드필더, 센터백으로 기용해 '멀티 플레이어'로 만들었고, 공격형 미드필더였던 이영표를 왼쪽 윙백으로 포지션 변경시킨 것으로 유명하다.

## 축구인 경력
일제강점기 당시 경기도 가평군 청평면 출신으로 경신고등학교에서 축구 선수로 활동하던 중 부상으로 인해 조기에 선수 생활을 마감했으며, 은퇴 후 경희대학교에 진학한 뒤 체육 교사로 활동하다 1968년 경신중학교의 코치로 임명되었다. 이후 1969년 경성고등학교 축구부가 창단하자 원년 코치로 합류했으며, 1970년 한국중고교축구연맹의 이사를 거쳐 총무를 역임하였다. 그 뒤 1971년 안양공업고등학교의 코치로 선임되었으며, 그 해 열린 '전국지역 대항 청소년 축구대회'에서 '중부선수단' 감독을 맡았다. 이후 1972년 대한축구협회의 요청으로 말레이시아에서 열린 국제축구연맹 주관 '아시아 지역 코칭스쿨'에 파견되었으며, 1973년 대한축구협회의 기술위원으로 부임하였다. 그 뒤 1974년 '대한민국 축구 국가대표팀 코치단'의 일원으로 참가해 '고교 B팀'을 담당했으며, 얼마 뒤 '고교상비군'의 코치로 활동하였다. 또한 같은 해 윤한교 감독을 보좌하며 팀의 전국고교축구대회 우승을 견인한 뒤 지도자상을 수상했으며, 이러한 공로로 1974년 개최된 대한축구협회 '축구인의 밤' 행사에서 지도상을 받았다.
이후 1975년 팀의 전국고교축구대회 2연패를 이끌어 지도자상을 수상했으며, 그 해 전국우수고교축구대회에서 팀의 공동 우승에 기여하며 감독상을 수상하였다. 또한 1974년에 1975년 아시아 청소년 축구 선수권 대회에 출전할 대한민국 U-20 국가대표팀 선수들의 훈련 코치로 선임되었으며, 1975년에는 U-20 국가대표팀의 정식 코치로 임명되어 유현철 감독과 함께 1976년 아시아 청소년 축구 선수권 대회에 참가해 대회 3위에 기여하였다. 그리고 같은 해 계성고등학교의 코치로 합류했으며, 얼마 뒤 개최된 전국고교축구대회 우승에 공헌하며 지도자상을 수상하였고, 직후 열린 전국중고교축구대회에서도 팀에 우승을 안기며 지도자상을 수상하였다.
그 뒤 1980년 건국대학교의 코치로 임명되었으며, 1981년 마닐라에서 열린 국제축구연맹 주관 '국제 축구 코치 아카데미'에 파견되었다. 또한 1982년 열린 제10회 한일 정기전의 대학 선발팀 코치에 선임되었으며, 1988년 전국대학축구연맹전 춘계 대회에서 감독으로 팀의 우승을 이끌며 지도자 감독상을 수상하였다. 그리고 그 해 대한민국 국가대표 B팀의 감독으로 임명되어 인도네시아에서 치러진 1988년 AFC 아시안컵 예선을 지휘했으며, 바레인에 이어 조 2위로 1988년 AFC 아시안컵 본선 진출권을 획득하였다.
이후 1990년 한국대학축구연맹의 기술이사를 맡은 뒤 1992년 전무가 되었으며, 그 해 전국대학축구연맹전 춘계 대회에서 다시 한 번 팀의 우승을 견인하며 지도자 감독상을 수상하였다. 또한 1993년 대한축구협회의 연맹 파견이사로 선임되었으며, 같은 해 대한민국 유니버시아드 국가대표팀의 감독으로 임명되었다. 유니버시아드 본선에서는 체코와의 결승전에서 패해 준우승을 기록했으며, 대회 이후 대표팀 선수들과 함께 체육훈장 기린장을 수여받았다. 그리고 1999년 부산 대우 로얄스의 감독 후보로 물망이 올랐으나 정종덕 본인이 고사함에 따라 최종적으로는 김호곤이 선임되었으며, 2000년 건국대학교 감독직을 사퇴한 뒤 명예감독으로 위촉되었다가 2002년 FIFA 월드컵 이후 물러나면서 지도자 생활을 정리하였다.
그 뒤 2000년 SBS에서 축구 해설가로 데뷔했으며, 2002년 다른 축구계 인사들과 함께 대한민국 제16대 대통령 선거에 몰두하던 정몽준의 대한축구협회 회장직 사퇴를 요구하기도 했다. 이후 2002년부터 2003년까지 대구 FC와 대전 시티즌, 부천 SK의 감독 후보에 차례로 물망이 올랐으나 최종적으로 모두 결렬되었으며, 2004년 대한민국 국가대표팀의 수석 코치 후보 중 한 명으로 검토되었으나 최종적으로는 이춘석이 낙점되었다. 그리고 대전방송에서 축구 해설가로 활동했으며, 2005년 포항 스틸러스의 기술고문으로 임명되었다.
또한 같은 해 대한축구협회로부터 자문위원으로 위촉되었으며, 그 뒤 2007년부터 2011년까지 충주 험멜 FC에서 기술고문을 맡았고, 2012년 춘천기계공업고등학교의 감독이 되어 지도자로 잠시 복귀하였다.

## 사망
지병으로 당뇨를 앓고 있던 도중 2016년 2월 16일 자택에서 심근 경색으로 세상을 떠났으며, 이후 건국대학교 선수들은 2월 17일 있었던 중앙대학교과의 전국대학축구연맹전 춘계 대회 경기에서 검은 완장을 차고 나오며 조의를 표했다.

## 기타
동생인 정종관 또한 축구인이다.
1976년 문화방송에서 방영한 사회 교양 프로그램 '여기 젊음이'에 출연하였다.

## 지도자 기록
- 1968년: 경신중학교 (코치)
- 1969년 ~ 1970년: 경성고등학교 (코치)
- 1971년 ~ 1975년: 안양공업고등학교 (코치)
- 1975년 ~ 1976년: 대한민국 U-20 국가대표팀 (코치)
- 1976년 ~ 1980년: 계성고등학교 (코치)
- 1980년 ~ 2000년: 건국대학교
- 1988년: 대한민국 국가대표 B팀
- 1993년: 대한민국 유니버시아드 국가대표팀
- 2012년: 춘천기계공업고등학교

## 수상 경력

### 감독
- 아시아 청소년 축구 선수권 대회 3위 1회: 1976년 (코치)
- 유니버시아드 준우승 1회: 1993년
- 전국축구선수권대회
  - 우승 1회: 1981년 (코치)
- 전국체육대회
  - 준우승 1회: 1992년
- 전국대학축구선수권대회
  - 우승 1회: 1992년
- 전국대학축구연맹전
  - 우승 7회: 1985년 추계, 1986년 춘계, 1986년 추계, 1988년 춘계, 1992년 춘계, 1993년 추계, 1998년 춘계
- 한국고등학교축구연맹전
  - 우승 1회: 1973년 추계 (코치)

### 개인
- 1988년 전국대학축구연맹전 춘계 지도자 감독상
- 1992년 전국대학축구연맹전 춘계 지도자 감독상
- 1993년 체육훈장 기린장